# 亚东蒿
亚东蒿（学名：Artemisia yadongensis）是菊科蒿属的植物，为中国的特有植物。分布在中国大陆的西藏等地，生长于海拔2,900米的地区，多生于草地上，目前尚未由人工引种栽培。